# 岩井直溥
岩井 直溥（いわい なおひろ、1923年10月2日 - 2014年5月10日）は、日本の作曲家、編曲家および指揮者。

## 人物・来歴
陸軍中将で男爵の野崎貞澄の孫として東京牛込に生まれる。父の岩井貞麿（旧姓野崎）は音楽教室経営者で、柴田南雄のピアノの師。母は帝国劇場のリハーサルピアノプレーヤー。
1942年（昭和17年）、東京音楽学校（現東京藝術大学）器楽科（ホルン専攻）入学。作曲を橋本國彦に師事。1943年（昭和18年）に学徒出陣により旧大日本帝国陸軍に入隊。朝鮮半島へ出征。その後千葉県習志野市の東部軍教育隊へ異動。館山市の守備隊で見習士官（准尉）で終戦を迎える。ホルン専攻ではあるが、終戦後ジャズの世界にとびこみ、トランペットも演奏。ニューフェローズを結成し、東京都中央区銀座のアメリカ合衆国軍のナイトクラブで演奏。その後ビバップエース、アーニーパイルオーケストラを経てシティ・スリッカーズへ。アーニーパイル時代に編曲を始める。“フランキー堺とシティ・スリッカーズ”（1954 - 1959頃）は当時のアメリカ合衆国のコミックジャズバンド“スパイク・ジョーンズ&ザ・シティ・スリッカーズ”に範をとり、フランキー堺をはじめ、谷啓、植木等、桜井センリらを擁した16人編成のバンドであった。1959年に東芝イーエムアイの専属となり、尾藤イサオ、山下敬二郎、森山加代子、弘田三枝子、スリーファンキーズなどの作曲、編曲を手がけた。
2014年（平成26年）5月10日午後3時43分、呼吸不全のため横浜市内の自宅で死去。90歳没。生涯手がけた作品は3000曲以上、全日本吹奏楽コンクール課題曲6曲を作曲した。

## ディスコグラフィー（指揮）
- ニュー・サウンズ・イン・ブラスシリーズ
  - ニュー・サウンズ・スペシャル(TOCZ-9288)
  - ニュー・サウンズ・スペシャルII 岩井直溥特集(TOCZ-9317)
  - ニュー・サウンズ・レア・トラックス(TOCF-56007)
  - ニュー・サウンズ・イン・ブラス・フィーチャリング須川展也(TOCF-56037)
- ヒッツ・ナウ・イン・ブラスシリーズ
- ニュー・サウンズ・イン・ブラス発売20周年記念企画
- ユーミン・ブラス(TOCZ-9176)
- サザン・ブラス(TOCZ-9180)

（「ニュー・サウンズ」シリーズでは多くの編曲を担当、収録では指揮を担当）
- 岩井直溥 初期作品集(TOCF-90009-10)
- EVERGREEN 岩井直溥作品集(KOCD-3025)

## 主要作品

### 吹奏楽曲
- あの水平線の彼方に
- 響きかぎりなく
- 詩曲「渚の詩」
- Jump Up Kosei 21
- 随想曲「模索」
- 道祖神
- 華麗なる躍動
- 民話的詩曲
- 虹
- さあ！練習をはじめよう
- ポップス詩曲「若者への贈り物」
- 幻想曲「光と影」
- マーチ「かしはら」（奈良県橿原市委嘱作品）
- 橿原ロマン紀行（奈良県橿原市委嘱作品）

全日本吹奏楽コンクール課題曲
- シンコペーテッド・マーチ「明日に向かって」 - 1972年度
- ポップス・オーバーチュア「未来への展開」 - 1975年度
- ポップス描写曲「メイン・ストリートで」 - 1976年度
- ポップス変奏曲「かぞえうた」 - 1978年度
- ポップス・マーチ「すてきな日々」 - 1989年度
- 復興への序曲「夢の明日に」- 2013年度 （委嘱作品）

### 編曲
- ドント・セイ・ザット・アゲイン
- E.T.のテーマ (Theme from E.T.)
- G線上のアリア (Air on the G string from the Suite No.3 in D major)
- 愛の誓い (Till)
- 会津磐梯山
- 青い影 (A Whiter Shade Of Pale)
- 青い山脈
- アフリカン・シンフォニー (African Symphony)
- 雨にぬれても (Raindrops Keep Fallin' on My Head)
- アランフエス協奏曲 (Concierto de Aranjuez)
- アンド・ホェン・アイ・ダイ (And When I Die)
- イパネマの娘 (The Girl from Ipanema)
- イン・ザ・ムード (In The Mood)
- イントロダクション (Introduction)
- ウエスト・サイド・ストーリーより シンフォニック・ダンス (Symphonic Dance from West Side Story)
- ウォーク・オン・バイ (Walk On By)
- ヴォルガの舟歌 (Song of the Volga Boatman)
- オープン・アップ・ワイド (Open Up Wide)
- オパス・ワン (Opus One)
- オブ・ラ・ディ、オブ・ラ・ダ (Ob-La-Di, Ob-La-Da)
- 思い出のわらべうた
- オリーブの首飾り (El bimbo)
- 汽車メドレー
- 北の宿から
- 九州民謡メドレー
- クエスチョンズ67／68 (Questions 67 and 68)
- 口笛吹きと犬 (The Whistler and his Dog)
- 靴が鳴る
- 黒いジャガーのテーマ
- 黒い炎 (Get It On)
- 黒田節
- ゴーイング・ホーム (Going Home (2nd movement from Symphony No.9, From the New World))
- 恋のカーニバル
- 恋よ、さようなら (I'll Never Fall in Love Again)
- 行進曲「リンゴの歌」
- 行進曲「雪國〜津軽平野」
- この女こそは (Esa mujer)
- この道
- さくらさくら
- 幸せはパリで (The April Fool)
- シング・シング・シング (Sing Sing Sing  (New Sounds In Brassより))
- スーパーフライ (Superfly)
- スタートレックのテーマ (Star Trek)
- スピニング・ホイール (Spinning Wheel)
- 世界の創造 (La Creation du Monde)
- 聖者の行進 (When the Saints Go Marching in)
- セントルイス・ブルース・マーチ (St. Louis Blues March)
- サン・ホセへの道 (Do You Know the Way to San Jose)
- 武田節
- 旅姿三人男
- チム・チム・チェリー (Chim Chim Cheree)
- 茶色の小瓶 (Little Brown Jug)
- 月の沙漠
- ツァラトゥストラはかく語りき (Also Sprach Zarathustra)
- ディス・ガイ (This Guy's in Love with You)
- 東京音頭
- 通りゃんせ
- 遠くへ行きたい
- 動物メドレー
- 同期の桜
- トワイライト・ハイウェイ (You can have me Anytime)
- ドレミのうた (Do-Re-Mi)
- ハイ・デ・ホー (Hai-De-Ho (That Old Sweet Roll))
- 花
- 花笠音頭
- ピーナッツ・ベンダー (The Peanut Vendor)
- ひえつき節
- フォー・ブラザーズ (Four Brothers)
- 故郷
- ベリサリエリ・マーチ (Bersaglieri March)
- 「ポーギーとベス」組曲 (Symphonic Suite from Porgy and Bess)
- 星影のワルツ
- ボレロ (Bolero)
- ボンド・ストリート (Bond Street)
- マイケルへのメッセージ (Message To Michael)
- マルサの女
- ムーンライト・セレナーデ (Moonlight Serenade)
- 八木節
- 夕やけこやけ〜夕日
- ランカスター・ゲイト (Lancaster Gate)
- 紅葉
- 真室川音頭
- 禿山の一夜 (Night on Bold Mountain)
- 日本民謡メドレーNo.1〜4
- 旅愁 (Dreaming of Home and Mother)
- 昴
- 何かいいことないか子猫チャン (What's New, Pussycat?)
- 煙が目にしみる (Smoke Gets In Your Eyes)
- 汽車と船と飛行機 (Trains &  & Planes)
- 小さな願い (Say a Little Prayer)
- サクソフォンとバンドのための メモリー 〜ミュージカル「キャッツ」より〜

### その他
- メロンの気持ち - 森山加代子
- ビクトリー・マーチ（サンスター委嘱）
- 京都外大西高校応援コンバットマーチ（AⅠ、AⅡ、C、D、E、I、ロック）
- マーチ「近畿大学」